# Кокконато
Кокконато (итал. Cocconato) — коммуна в Италии, располагается в регионе Пьемонт, в провинции Асти.
Население составляет 1617 человек (2008 г.), плотность населения составляет 96 чел./км². Занимает площадь 17 км². Почтовый индекс — 14023. Телефонный код — 0141.
Покровителями коммуны почитаются святые Фавст и Феликс, празднование 11 сентября.

## Демография
Динамика населения:

## Администрация коммуны
- Официальный сайт: http://www.comune.cocconato.at.it/